# Jan Výmola

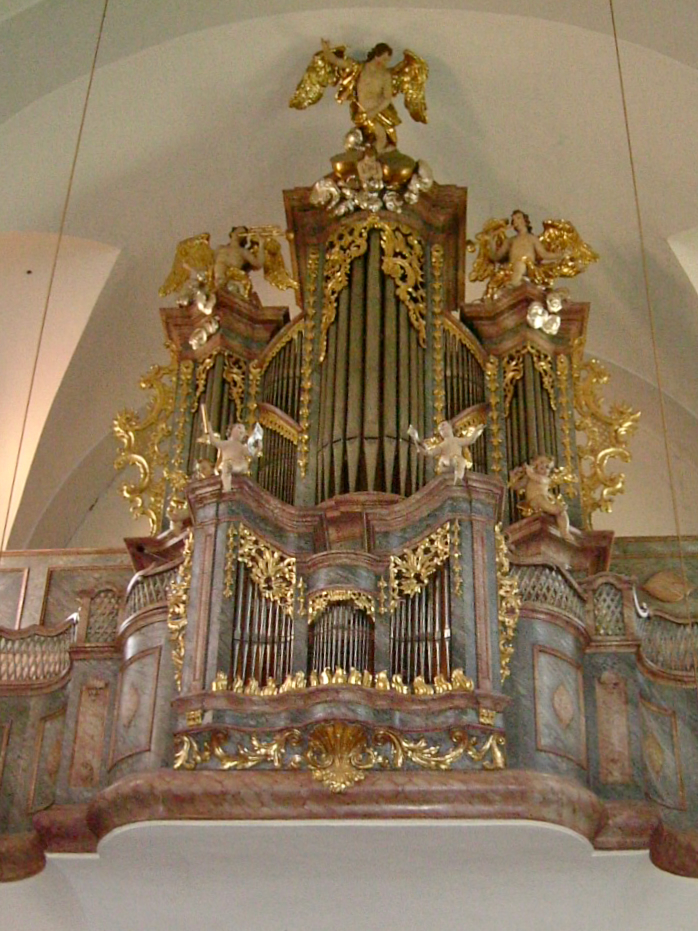
Pfarrkirche Stronsdorf

Jan Výmola (auch: Johann Wimola; * 22. November 1722 in Ptin, Mähren; † 28. November 1805 in Brünn) war ein mährischer Orgelbauer.

## Leben

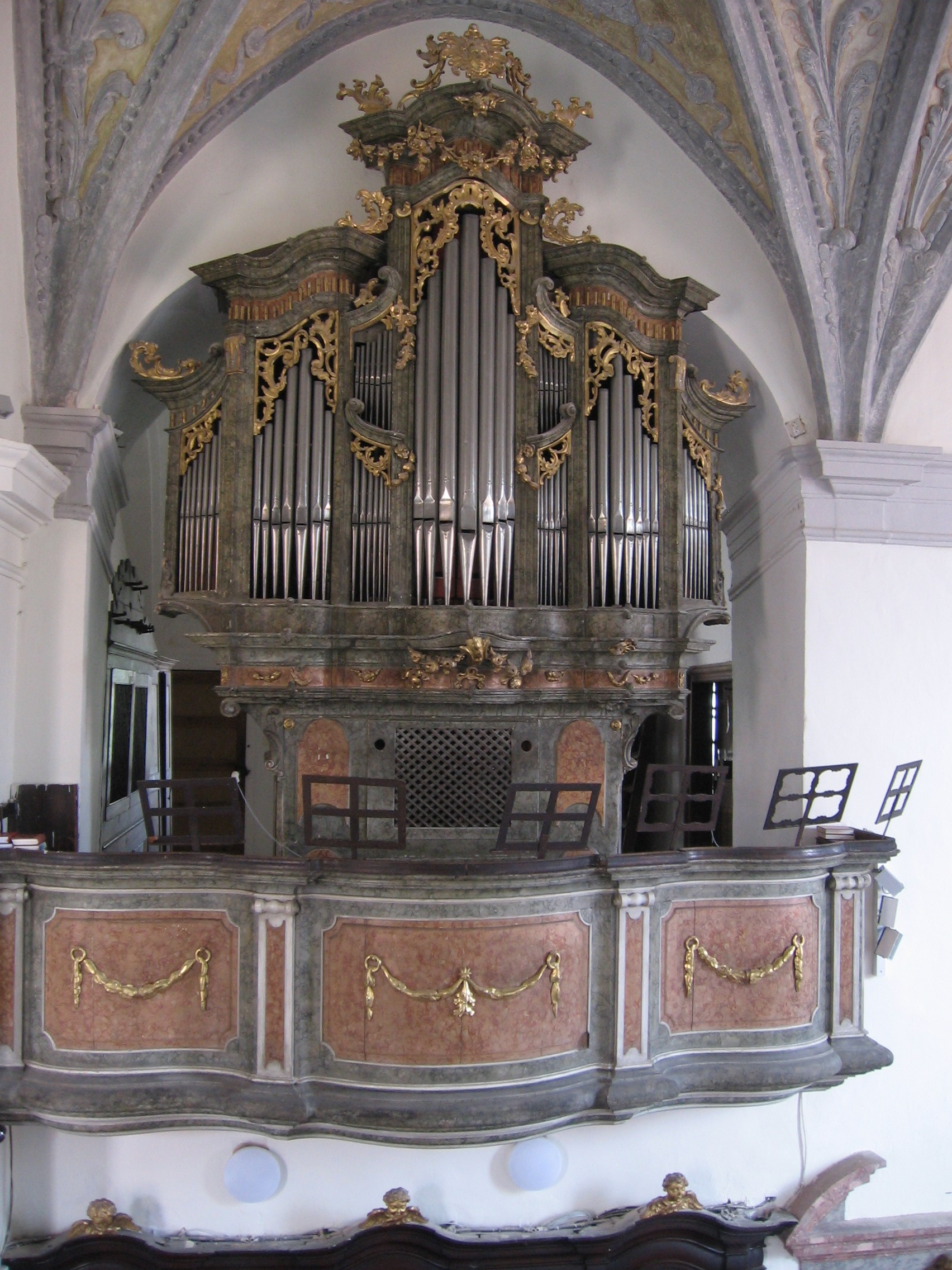
St. Wenceslaus in Nikolsburg

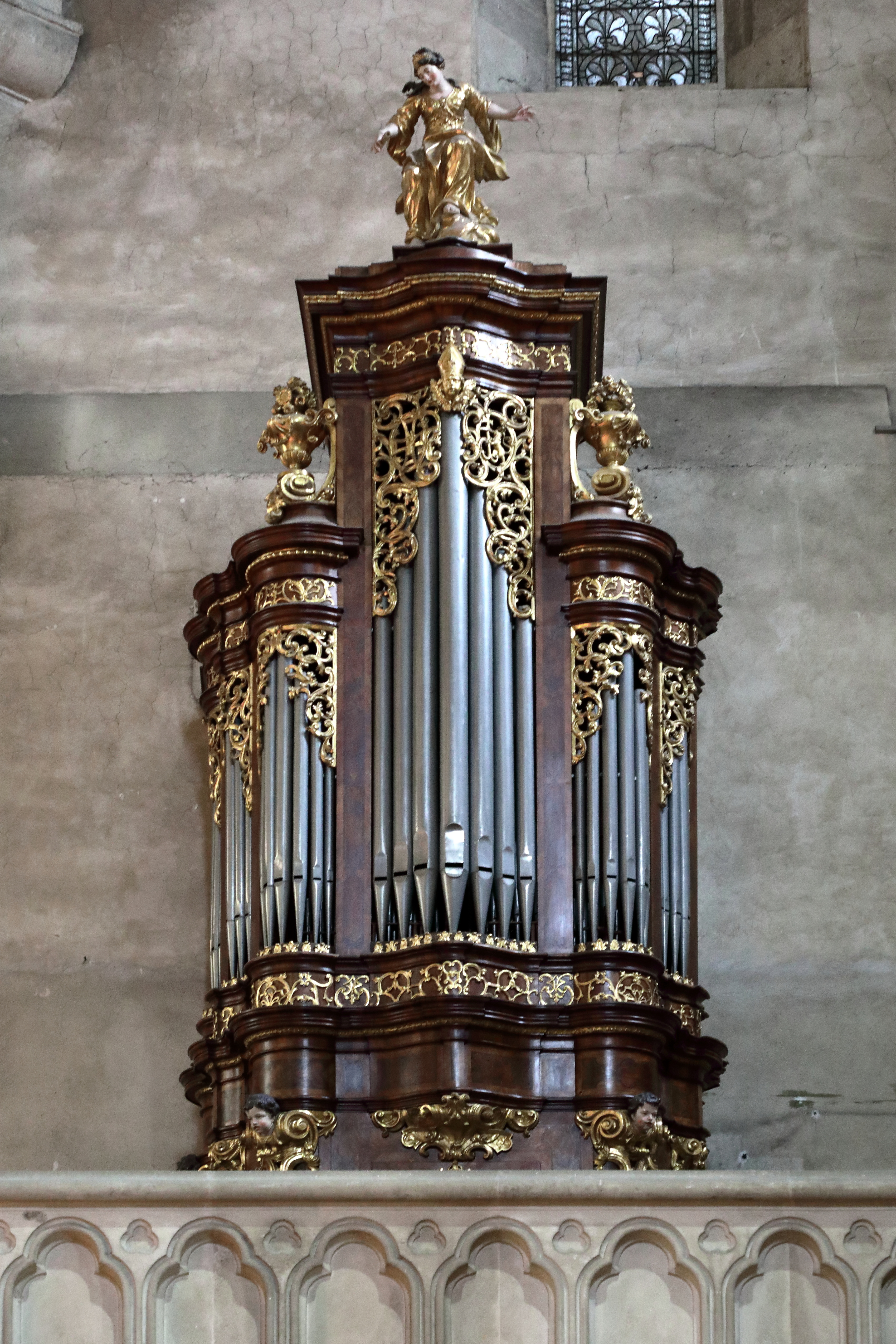
Výmola-Chororgel in der Stiftskirche Heiligenkreuz

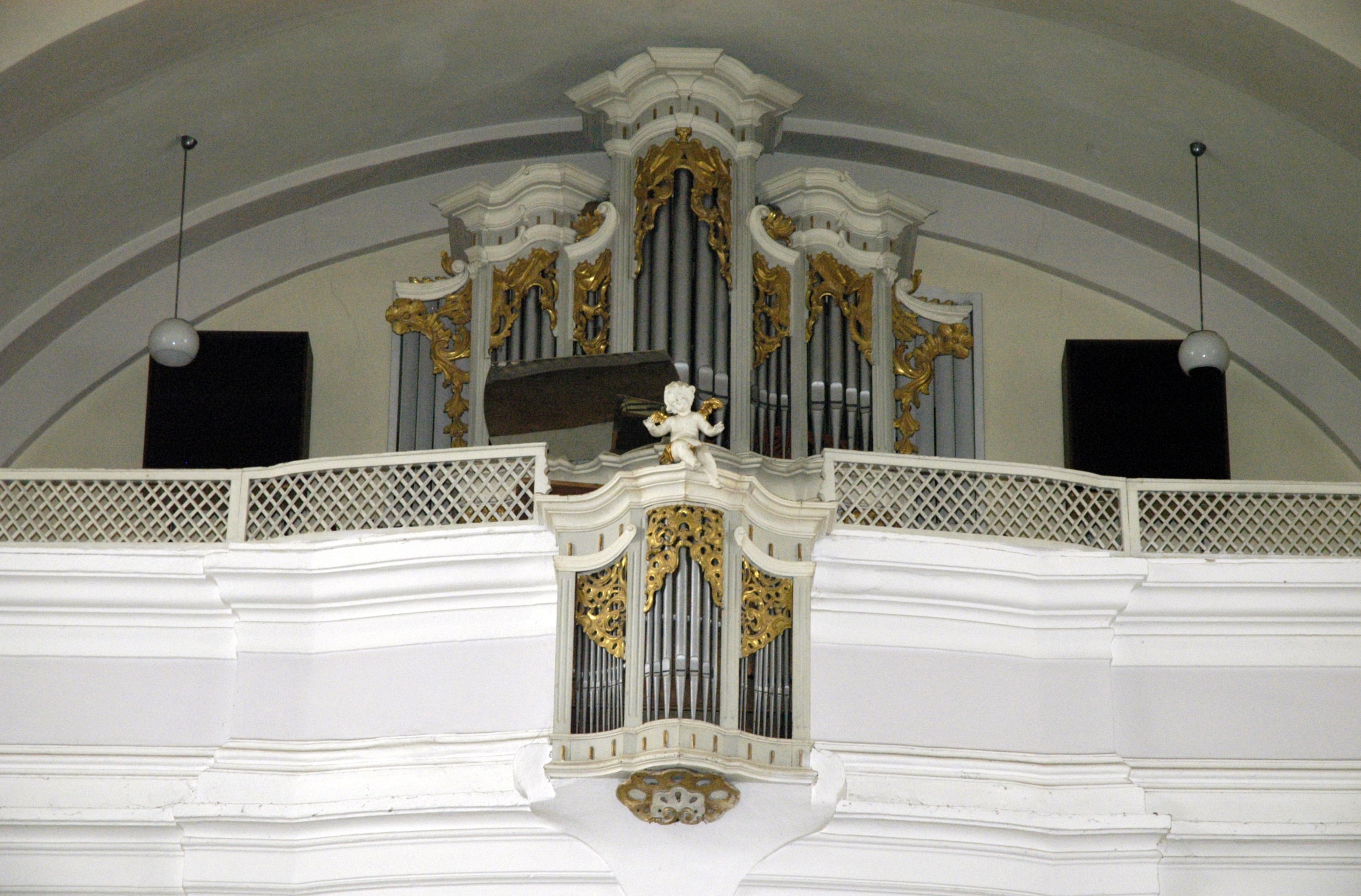
Pfarrkirche Aspersdorf

Jan Výmola erlernte das Orgelbauerhandwerk von 1744 bis 1748 bei Anton Karl Richter in Brünn. Er arbeitete bereits vor 1750 an Orgeln in Österreich. 
1746 errichtete er eine Chororgel für die Stiftskirche Heiligenkreuz. 1748 baute er eine Orgel für die ehemalige Zisterzienserabtei Säusenstein; diese war vermutlich dem Abt von Säusenstein zu klein und wurde deswegen 1749/1750 in die Pfarrkirche Stronsdorf übertragen. Jan Výmola gilt als der erfolgreichste Brünner Orgelbauer in der 2. Hälfte des 18. Jahrhunderts.
Sein Sohn Jan Výmola der Jüngere (* 28. November 1754 in Brünn; † 22. Februar 1800 in Wien) erlernte das Orgelbauhandwerk bei seinem Vater. Er erhielt 1796 den Titel eines k.k. Hoforgelmachers. Auch sein Bruder David Josef Výmola (1764–1798) war Orgelbauer.
Nach dem Tod von Jan Výmola (sen.) im Jahre 1805 soll Friedrich Deutschmann einen Teil des Betriebes von Jan Výmola übernommen haben. Er zählt ebenfalls zu den bedeutendsten Orgelbauern der ersten Hälfte des 18. Jahrhunderts in Wien.

## Werke
Es sind nur mehr wenige Orgel von Jan Výmola erhalten:
- 1746: Chororgel in der Stiftskirche Heiligenkreuz/NÖ[3]
- 1748 Orgel für die Pfarrkirche Stronsdorf/NÖ mit Rückpositiv von Wenzel Okenfus 1793[4]
- 1760: Orgel für die Heiligkreuzkirche Doubravník/Tschechien[1]
- 1770: Orgel in Aspersdorf/NÖ
- 1794: Orgel für Währinger Pfarrkirche (15/II/P, nur leeres Gehäuse erhalten)[5]
- Orgel für St. Wenceslaus in Nikolsburg (Mikulov) in Tschechien[1]
- Orgel für die Wallfahrtskirche Mariä Reinigung in Dub an der March in Tschechien[6][7]